# Anomala porrecta
Anomala porrecta är en skalbaggsart som beskrevs av Carsten Zorn 2011. Anomala porrecta ingår i släktet Anomala och familjen Rutelidae. Inga underarter finns listade i Catalogue of Life.